# Tupoutoʻa ʻUlukalala
Tupoutoʻa ʻUlukalala (Nuku'alofa, 17 de setembro de 1985) é o filho mais velho e herdeiro aparente do rei Tupou VI. Ele se tornou o Príncipe Herdeiro de Tonga em março de 2012, quando seu pai ascendeu ao trono. Ele é casado com sua prima de segundo grau Sinaitakala Fakafanua, com quem tem dois filhos: Taufaʻahau Manumataongo e Halaevalu Mataʻaho.